# Lijst van rijksmonumenten in Castricum (plaats)
De plaats Castricum telt 39 inschrijvingen in het rijksmonumentenregister. Hieronder een overzicht.
| Object                                        | Oorspronkelijke functie?  | Bouwjaar  | Architect                        | Locatie                              | Coördinaten?                  | Nr.?   | Afbeelding                            |
| --------------------------------------------- | ------------------------- | --------- | -------------------------------- | ------------------------------------ | ----------------------------- | ------ | ------------------------------------- |
| Nederlands Hervormde Dorpskerk                | Kerk en kerkonderdeel     | ca 1500   |                                  | Kerkpad 1                            | 52° 32' 47" NB, 4° 39' 51" OL | 11478  | Meer afbeeldingen                     |
| Jachtopzienerswoning Kijk-uit                 | Dienstwoning              | 1876-1900 |                                  | Oude Schulpweg 3                     | 52° 32' 43" NB, 4° 38' 57" OL | 524128 | Jachtopzienerswoning Kijk-uit         |
| Dienstwoning (Duin en Bosch)                  | Dienstwoning              | 1911-1912 |                                  | Prof. Winklerlaan 17                 | 52° 33' 33" NB, 4° 39' 10" OL | 524170 | Meer afbeeldingen                     |
| Administratiegebouw (Duin en Bosch)           | Handel en kantoor         | 1905-1909 |                                  | Duinenbosch 3                        | 52° 33' 29" NB, 4° 38' 47" OL | 524171 | Meer afbeeldingen                     |
| Opzichterswoning (Duin en Bosch)              | Dienstwoning              | 1904-1905 |                                  | Duinenboschweg 42                    | 52° 33' 17" NB, 4° 39' 3" OL  | 524172 | Meer afbeeldingen                     |
| Parkwachterswoning (Duin en Bosch)            | Dienstwoning              | 1908-1909 |                                  | Duinenboschweg 5                     | 52° 33' 18" NB, 4° 39' 4" OL  | 524173 | Meer afbeeldingen                     |
| Dienstwoning verpleegsters (Duin en Bosch)    | Appartementengebouw       | 1921      |                                  | Duinenbosch 3                        | 52° 33' 19" NB, 4° 39' 6" OL  | 524174 | Meer afbeeldingen                     |
| Werkplaats (Duin en Bosch)                    | Industrie                 | 1904-1905 | Frans Poggenbeek en J. Scholtens | Duinenbosch 3                        | 52° 33' 27" NB, 4° 38' 44" OL | 524175 | Upload foto                           |
| Mortuarium en laboratorium (Duin en Bosch)    | Crematorium               | 1904-1905 | Frans Poggenbeek en J. Scholtens | Duinenbosch 3                        | 52° 33' 32" NB, 4° 38' 38" OL | 524176 | Meer afbeeldingen                     |
| Badhuis (Duin en Bosch)                       | Gezondheidszorg           | 1921      |                                  | Duinenbosch 3                        | 52° 33' 30" NB, 4° 38' 55" OL | 524177 | Meer afbeeldingen                     |
| Kerk (Duin en Bosch)                          | Kerk en kerkonderdeel     | 1908      |                                  | Duinenbosch 3                        | 52° 33' 23" NB, 4° 38' 52" OL | 524178 | Meer afbeeldingen                     |
| Verpleegstershuis (Duin en Bosch)             | Appartementengebouw       | 1916      |                                  | Duinenbosch 3                        | 52° 33' 29" NB, 4° 38' 47" OL | 524179 | Meer afbeeldingen                     |
| Ziekenpaviljoen Breehorn (Duin en Bosch)      | Gezondheidszorg           | 1934-1935 |                                  | Duinenbosch 3                        | 52° 33' 32" NB, 4° 38' 38" OL | 524180 | Meer afbeeldingen                     |
| Vrouwenpaviljoen III Kinnehin (Duin en Bosch) | Gezondheidszorg           | 1905-1909 | Frans Poggenbeek en J. Scholtens | Kinnehin 1-12                        | 52° 33' 35" NB, 4° 38' 36" OL | 524181 | Upload foto                           |
| Watertoren (Duin en Bosch)                    | Nutsbedrijf               | 1908      | J. Scholtens                     | Duinenbosch 3                        | 52° 33' 29" NB, 4° 38' 47" OL | 524182 | Meer afbeeldingen                     |
| Ketelhuis (Duin en Bosch)                     | Industrie                 | 1907-1908 |                                  | Duinenbosch 3                        | 52° 33' 29" NB, 4° 38' 47" OL | 524183 | Meer afbeeldingen                     |
| Mannenpaviljoen II De Loet (Duin en Bosch)    | Gezondheidszorg           | 1905-1909 | Frans Poggenbeek                 | Duinenbosch 3                        | 52° 33' 30" NB, 4° 38' 55" OL | 524184 | Meer afbeeldingen                     |
| Magazijn/werkplaats (Duin en Bosch)           | Opslag                    | 1918      |                                  | Oude Parklaan 6                      | 52° 33' 35" NB, 4° 39' 2" OL  | 524185 | Meer afbeeldingen                     |
| Koetshuis (Duin en Bosch)                     | Bijgebouwen kastelen enz. | 1913-1914 |                                  | Duinenbosch 3                        | 52° 33' 27" NB, 4° 38' 44" OL | 524186 | Meer afbeeldingen                     |
| Tramremise (Duin en Bosch)                    | Opslag                    | 1914      |                                  | Duinenbosch 3                        | 52° 33' 27" NB, 4° 38' 44" OL | 524187 | Meer afbeeldingen                     |
| Begraafplaats (Duin en Bosch)                 | Begraafplaats en -onderdl | 1909      |                                  | Duinenbosch 3                        | 52° 33' 27" NB, 4° 38' 41" OL | 524188 | Meer afbeeldingen                     |
| Boerderij (Duin en Bosch)                     | Boerderij                 | 1800-1850 |                                  | Duinenbosch 3                        | 52° 33' 34" NB, 4° 38' 60" OL | 524189 | Meer afbeeldingen                     |
| Parkaanleg (Duin en Bosch)                    | Tuin, park en plantsoen   | 1904-1909 |                                  | Duinenbosch 3                        | 52° 33' 28" NB, 4° 38' 57" OL | 524190 | Meer afbeeldingen                     |
| Zes gekoppelde woonhuizen (Duin en Bosch)     | Woonhuis                  | 1912-1916 | Frans Poggenbeek                 | Van Duurenlaan 1-21                  | 52° 33' 33" NB, 4° 39' 18" OL | 524191 | Meer afbeeldingen                     |
| Vier gekoppelde woonhuizen (Duin en Bosch)    | Woonhuis                  | 1912-1916 | Frans Poggenbeek                 | Van Duurenlaan 4-20                  | 52° 33' 34" NB, 4° 39' 16" OL | 524192 | Meer afbeeldingen                     |
| Dienstwoning (Duin en Bosch)                  | Dienstwoning              | 1904-1905 | Frans Poggenbeek                 | Dr. Jacobilaan 13-15                 | 52° 33' 23" NB, 4° 39' 18" OL | 524193 | Meer afbeeldingen                     |
| Opzichterswoning (Duin en Bosch)              | Dienstwoning              | 1904-1905 | Frans Poggenbeek                 | Van Oldenbarneveldweg 30             | 52° 33' 34" NB, 4° 39' 21" OL | 524194 | Meer afbeeldingen                     |
| Dienstwoning (Duin en Bosch)                  | Dienstwoning              | 1907-1909 | Frans Poggenbeek                 | Van Oldenbarneveldweg 32             | 52° 33' 35" NB, 4° 39' 20" OL | 524195 | Meer afbeeldingen                     |
| Dokterswoning (Duin en Bosch)                 | Dienstwoning              | 1907-1909 | Frans Poggenbeek                 | Van Oldenbarneveldweg 34             | 52° 33' 36" NB, 4° 39' 18" OL | 524196 | Meer afbeeldingen                     |
| Dokterswoning (Duin en Bosch)                 | Dienstwoning              | 1907-1909 | Frans Poggenbeek                 | Van Oldenbarneveldweg 36             | 52° 33' 38" NB, 4° 39' 17" OL | 524197 | Meer afbeeldingen                     |
| Dokterswoning (Duin en Bosch)                 | Dienstwoning              | 1912-1917 | Frans Poggenbeek                 | Van Oldenbarneveldweg 38             | 52° 33' 39" NB, 4° 39' 16" OL | 524198 | Meer afbeeldingen                     |
| Directeurswoning Fochteloo (Duin en Bosch)    | Dienstwoning              | 1907-1909 | Frans Poggenbeek                 | Van Oldenbarneveldweg 40             | 52° 33' 41" NB, 4° 39' 14" OL | 524199 | Meer afbeeldingen                     |
| Dokterswoning (Duin en Bosch)                 | Dienstwoning              | 1912-1917 | Frans Poggenbeek                 | Van Oldenbarneveldweg 53             | 52° 33' 41" NB, 4° 39' 17" OL | 524200 | Meer afbeeldingen                     |
| Spuithuisje (Duin en Bosch)                   | Overheidsgebouw           | 1901-1925 |                                  | Dr. Ramaerlaan t.o. Van Duurenlaan 1 | 52° 33' 34" NB, 4° 39' 19" OL | 524201 | Meer afbeeldingen                     |
| Houten woonhuizen (Duin en Bosch)             | Woonhuis                  | 1918      |                                  | Dr. Ramaerlaan 1-11                  | 52° 33' 32" NB, 4° 39' 19" OL | 524202 | Meer afbeeldingen                     |
| Houten woonhuizen (Duin en Bosch)             | Woonhuis                  | 1918      |                                  | Dr. Ramaerlaan 2-28                  | 52° 33' 33" NB, 4° 39' 19" OL | 524203 | Meer afbeeldingen                     |
| Opzichterswoning (Duin en Bosch)              | Dienstwoning              | 1905-1909 | Frans Poggenbeek                 | Zeeweg 2                             | 52° 33' 40" NB, 4° 39' 10" OL | 524204 | Meer afbeeldingen                     |
| Dienstwoning tuinbaas (Duin en Bosch)         | Dienstwoning              | 1907-1909 | Frans Poggenbeek                 | Zeeweg 2A                            | 52° 33' 40" NB, 4° 39' 10" OL | 524205 | Dienstwoning tuinbaas (Duin en Bosch) |